# Sims, Indiana
Sims är en ort i Grant County i delstaten Indiana, USA.